# Хорње Стрхаре
Хорње Стрхаре (слч. Horné Strháre) насељено је мјесто са административним статусом сеоске општине (слч. obec) у округу Вељки Кртиш, у Банскобистричком крају, Словачка Република.

## Становништво
| Година:    | 1994. | 2004.    | 2014.   | 2024.   |
| ---------- | ----- | -------- | ------- | ------- |
| Број људи: | 193   | 234      | 244     | 253     |
| Разлика:   |       | +21,24 % | +4,27 % | +3,68 % |

| Година:    | 2023. | 2024.   |
| ---------- | ----- | ------- |
| Број људи: | 251   | 253     |
| Разлика:   |       | +0,79 % |

Према подацима о броју становника из 2011. године насеље је имало 264 становника.